# Contea di Greene (Missouri)
La contea di Greene in inglese Greene County è una contea dello Stato del Missouri, negli Stati Uniti. La popolazione al censimento del 2000 era di 240 391 abitanti. Il capoluogo di contea è Springfield.